# 佩德羅·路易斯·德·波吉亞

甘迪亞公爵徽章

佩德羅·路易斯·德·波吉亞， 第一代甘迪亞公爵 （西班牙語：Pedro Luis de Borja，1458 或 1460–1488 或 1491） 是一個西班牙瓦倫西亞貴族，他的父親是教宗亞歷山大六世，母親不詳，他是喬凡尼·波吉亞、切薩雷·波吉亞、魯克蕾齊亞·波吉亞和喬佛里·波吉亞的同父異母兄弟。

## 生平
佩德羅在格拉納達戰爭中幫助西班牙打贏勝仗，斐迪南二世 (阿拉貢)在1485年5月18日封他為「西班牙貴族」（Grandeza de España）。
甘迪亞是波吉亞家族的祖產，佩德羅一開始就獲得了這塊土地。然而，在成為甘迪亞公爵之前，他透過了金融協議向當地貴族Moya侯爵Andrés de Cabrera和他的妻子Beatriz de Bobadilla購買了公國的土地，通過這個協議，佩德羅必須支付一筆未知但不是很龐大的金額給侯爵並接受附屬於瓦倫西亞的王位和在侯國的土地上某些權利。一些消息來源指出，佩德羅的父親給了他5萬杜卡特（威尼斯的貨幣單位），以購買一些領土。在1485年末，國王斐迪南二世正式將佩德羅封為甘迪亞公爵。

## 婚姻
他曾經與安立奎茲家族的瑪麗亞·安立奎茲·德·露娜有過婚約，但他在結婚之前就不幸過世了，瑪麗亞之後於1493年9月嫁給了佩德羅的弟弟喬凡尼。

## 遺囑
在他的遺囑中，他將公國給予他的弟弟，喬凡尼，並將1萬弗羅林給他的妹妹魯克蕾齊亞作為嫁妝。